# Marcelo Spalding
Marcelo Spalding (Porto Alegre, 1982) é um escritor e jornalista brasileiro.
Foi vice-presidente da Associação Gaúcha de Escritores entre 2004 e 2007, é resenhista literário, editor do portal Artistas Gaúchos, membro do grupo Casa Verde e participou de algumas antologias de contos e minicontos.
Seu primeiro livro, As cinco pontas de uma estrela, foi escrito aos 16 anos do autor. Em 2008, defendeu dissertação de mestrado na UFRGS sobre o miniconto, sendo das primeiras dissertações sobre o tema no Brasil.

## Livros
- As Cinco Pontas de uma Estrela. Porto Alegre: WS Editor, 2002 (juvenil).
- Vencer em Ilhas Tortas. Porto Alegre: WS Editor, 2005 (juvenil).
- Crianças do Asfalto. São Paulo: Casa do Psicólogo, 2007, Prêmio Livro do Ano da Associação Gaúcha de Escritores na categoria não-ficção[1]
- A Cor do Outro. Porto Alegre: Cassol, 2008.

## Participação em antologias
- Contos de Algibeira, com Assim, p. 100. Porto Alegre: Casa Verde, 2007.
- Contos de Bolsa, com Declaração de amor e outros, p. 75-76. Porto Alegre: Casa Verde, 2006.
- Era uma vez em Porto Alegre, com Os três porquinhos, p. 81-90. Porto Alegre: Casa Verde, 2005.
- Contos de Bolso, com Réu e outros, p. 103-105. Porto Alegre: Casa Verde, 2005.
- Fatais, com Vidros e outros, p. 115-127. Porto Alegre: Casa Verde, 2005.
- Contos de Oficina 30, com De pai pra filho e outros, p. 129-140. Porto Alegre: WS Editor, 2003.
- Os mais belos escritos de amor, com Carla, p. 30. Farroupilha: Prefeitura Municipal de Farroupilha, 1999.
- Jovens autores na cidade sorriso, com Uma criança e seus infinitos pontos de interrogação, p. 51-52. Porto Alegre: Shan Editores, 1998.